# Лендзяни
Лендзяни, лендичі — назва слов'янського племені, котре мешкало у басейні Дніпра  та було данником Київської Русі. З огляду на обмаль джерел, ідентичність, місце проживання, політичне позиціонування і автентична назва племені є об'єктом дискусій в середовищі науковців, а також (переважно польської) націо-наративної публіцистики.[джерело?]

## Історіографічні інтерпретації
Спроби конкретизації місця проживання лендзян почались у наукових колах із половини ХІХ століття. Широкого поширення набула версія М. Барсова про їх волинське розташування, зокрема тотожність із лучанами, яку згодом підтримав також М. Грушевський.
У 1920-х роках, Г. Ільїнським, було висунуто версію про тотожність слів лендзяни та ляхи. В основі аргументації Ільїнського лежала схожість кореня "ленд" із означеннями поляків в угорській - lengien та литовській - lenkas мовах. Виводячи корінь "ленд" від слов'янського слова "ляда", що означало необроблене поле, він екстраполював його на означення "лядський", що є прикметниковою формою, згадуваного у "Повісті Временних Літ" слова "ляхи". Однак, вадою такої версії була неможливість лендзян-ляхів межувати із печенігами і жити у басейні Дніпра, як про це пише Констянтин Багрянородний. Для уникнення цих труднощів, Ільїнський пропонує ототожнювати лендзян із, не згаданими Багрянородним, радимичами, які у "Повісті Временних Літ" називаються плем'ям, що походило від ляхів. Оскільки радимичі не межували із печенігами, Ільїнський розглядає можливість розмістити іншу частину лендзян в районі між верхів'ями Вісли та Дністра, куди могли досягати печеніги. У зв'язку із тим, що згодом, зв'язок радимичів та в'ятичів із ляхами чи західними слов'янами не був підтверджений археологічними, топонімічними та іншими даними, в польській історіографії версія Ільїнського була розвинута шляхом збільшення на Схід території проживання ляхів із району верхів'я Вісли і Сяну. За рахунок збільшення ймовірної території проживання лендзян на північний схід вони досягали верхів'їв Прип'яті - тобто басейну Дніпра, а за рахунок збільшення на південних-схід - печенізьких кочовищ.
У 1930-х роках польським істориком К. Тименецьким було висловлено версію тотожності лендзян із літописними полянами, котрі також не згадані у трактаті Багрянородного. В цьому випадку збігались усі необхідні умови, адже вони жили у басейні Дніпра та межували із печенігами. Крім того виконувалась інша умова, не задоволена попередніми гіпотезами - примикання до території уличів та деревлян. Ця версія була згодом підтримана істориком І. Кончею, котрий відзначив також той факт, що якби данники Русі - лендзяни означали згаданих у літописі ляхів, то вони б і у майбутньому вважались природними підданими Русі, а Польща  територією на яку київські (чи взагалі руські князі) мали законні права. Крім того, підтвердженням імовірності ототожнення лендзян із наддніпрянськими полянами може служити лист хазарського єврея, написаний у середині Х століття, в якому коротко переказано історію каганату і згадано народ "לוזניו" - "лаусане". "Лаусане" виступають як західні сусідами хазар, що відповідає місцю проживання полян.

## Цитати
1. ↑  "Слов'яни ж русам підлеглі, а саме - криветеїни, лензаніни та інші слов'яни - вирубують у своїх горах однодеревки зимою і спорядивши їх, із настанням весни відправляють у сусідні водоймища. Оскільки вони всі впадають до ріки Дніпра то і вони звідти дістаються до цієї ж ріки і відправляються до Києва; там витягають їх і продають русам."
2. ↑  "Решта чотири племені містяться по цей бік Дніпра, у напрямку більш західних і північних країв. А саме плем'я Гіязіхопон сусідить із Боггарією, плем'я нижньої Гили межує з Угорщиною, плем'я Харавої межує із Руссю, плем'я Явдіертим межує із областями підданих Русі, а саме ультінами, дервленінами, лензенінами та іншими слов'янами"